# Vladimir Baklan

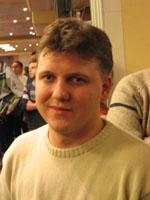
Vladimir Baklan - foto Ard van Beek

Vladimir Olegovitsj Baklan (Oekraïens: Володимир Олегович Баклан) (Kiev, 25 februari 1978) is een Oekraïense schaker. Hij is een grootmeester.
- In 2005 speelde hij mee om het Nederlands snelschaakkampioenschap dat in Dordrecht gespeeld werd en eindigde met 25.5 punt op de eerste plaats. Yasser Seirawan werd met 24.5 punt tweede en Daniël Fridman eindigde met 24 punten als derde. Er waren 200 deelnemers.
- Van 24 augustus t/m 2 september 2005 speelde hij mee in het knock-outtoernooi om het kampioenschap van Oekraïne in Rivne dat door Aleksandr Aresjtsjenko gewonnen werd.
- Op 15 en 16 oktober 2005 werd in Oostende het city toernooi Cocoon rapidschaak gespeeld dat met 8 uit 9 gewonnen werd door Jevgeni Mirosjnitsjenko. Baklan eindigde met 7.5 punt op de tweede plaats.
- Van 21 t/m 29 oktober 2005 werd in Hoogeveen het Essent Schaaktpernooi gespeeld dat in de Open groep door Baklan met 7 uit 9 gewonnen werd.
- Op 12 november 2005 won Friso Nijboer met 13 uit 15 het Kaaieman snelschaak toernooi dat in Bunschoten-Spakenburg gespeeld werd. Baklan eindigde met 11.5 punt op de derde plaats